# Albertine Rahéliarisoa
Albertine Rahéliarisoa (sinh ngày 15 tháng 6 năm 1961) là một vận động viên chạy cự ly trung bình người Malagasy. Bà đã thi đấu ở nội dung 800 mét nữ tại Thế vận hội Mùa hè 1980.